# Бандиты (фильм, 1999)
«Бандиты» (итал. Li chiamarono... briganti!) — фильм режиссёра Паскуале Скуитьери.

## Сюжет
В основе сюжета лежат реальные исторические события, связанные с крестьянскими восстаниями в Базиликате 1861—1864 годов, вызванными несправедливым распределением земель после Рисорджименто.
Главный герой — Кармине Крокко, ставший лесным бандитом, после того, как убил человека, оскорбившего его сестру. Он вступил в армию Гарибальди, надеясь на амнистию, но после свержения Бурбонов не получил от новых властей ни земли, ни обещанного прощения. Он становится непререкаемым лидером одного из повстанческих отрядов и начинает войну против пьемонтцев и местной буржуазии под знаменем Королевства обеих Сицилий и короля Франциска II.

## В ролях
- Энрико Ло Версо — Кармине Крокко
- Бранко Тесанович — Нинко Нанко
- Эннио Колторти — Карузо
- Роберта Армани — Филомена
- Клаудия Кардинале — донна Ассунта
- Франко Неро — Нерза, капрал карабинеров
- Ремо Джироне — дон Пьетро, священник
- Карло Крокколо — Винсент, сапожник
- Джорджо Альбертацци — кардинал Антонелли
- Франческо Маззини — генерал Борджес
- Бенуа Валес — генерал Чальдини
- Лина Састри — Корифея